# Рід-ім-Ціллерталь
Рід-ім-Ціллерталь (нім. Ried im Zillertal) — громада округу Швац у землі Тіроль, Австрія.
Рід-ім-Ціллерталь лежить на висоті 573 м над рівнем моря і займає площу 9,46 км². Громада налічує 1225 мешканців.
Густота населення 129/км².
Рід лежить на лівому березі річки Ціллер. Громада складається із декількох невеличних сіл та поодиноких ферм.
|                                            |
| Рід-ім-Ціллерталь на мапі округу та землі. |

 Адреса управління громади: Großriedstraße 4, 6273 Ried im Zillertal.